# Dyschiriognatha tangi
Dyschiriognatha tangi là một loài nhện trong họ Tetragnathidae.
Loài này thuộc chi Dyschiriognatha. Dyschiriognatha tangi được miêu tả năm 2003 bởi Zhu, Song & Zhang.